# Бетмаль
Бетма́ль (фр. bethmale) — неварёный прессованный французский сыр из коровьего молока. Производится в Южных Пиренеях, в деревне Бетмаль (департамент Арьеж). Вероятно, самый мягкий среди традиционных пиренейских сыров, изготовляемых из коровьего молока.

## История
Согласно местной легенде, сыр начали изготавливать во время арабского завоевания Пиренейского полуострова.

## Изготовление

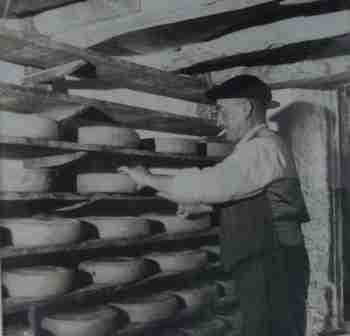
Производство Бетмаля

Сыр изготавливают из коровьего молока. Время созревания сыра — август и сентябрь, хотя его можно изготавливать с апреля по ноябрь. Головку сыра ежедневно очищают, благодаря чему у него образуется красноватая корочка.

## Описание
Средний вес головки сыра около 4,5 кг. Сыр имеет слегка кисло-сладкий вкус. Лучшие вина для Бетмаля — красные, например, Fronton, или белые.